# コズミック・ファンタジー
『コズミック・ファンタジー』は、1990年から1994年にかけてPCエンジン、メガCDで発売されたコンピュータRPGシリーズ。2022年よりNintendo Switch用ソフトで復刻版が発売されている。

## 概要
日本テレネットのブランド「レーザーソフト」（メガCD版のみ「RIOTブランド」）によるRPGシリーズで、企画・シナリオ・監督は越智一裕、メカデザインはアニメーターの小原渉平。CD-ROMによるテレビゲームの黎明期に「RPGの重要シーンにアニメーションを使って表現する」手法を本格的に採用した作品である。該当シーンは作品中は「ビジュアルシーン」と呼ばれている。
ゲームを原作として、後にファンクラブ発足や小説、漫画、OVAが発売されるまでに至る人気作となった。このうち漫画版は、『月刊PC Engine FAN』誌に越智一裕によって1年3か月間連載され、いくつかのコマを修正後に単行本化された（全2巻・徳間書店）。
シリーズ作品中、PCエンジン版の『コズミック・ファンタジー2 冒険少年バン』のみTurboGrafx-CD用として海外版も発売された。

## 基本的なゲームシステム
本シリーズは基本的に、主人公の「コズミック・ハンター」が一つの星を探索し、最終的に宇宙海賊などの敵を倒すというのが大まかなストーリー。コズミック・ハンターとは民間組織CSC「コズミック・セキュリティ・カンパニー」に所属する、警察の刑事のようなものである。
その中で、主人公級のキャラクターは各作品で男女2人を基本とし、その後1作品中〜数作品を経て恋愛感情にまで発展していく。主人公級のキャラクターは最初はそれぞれが単独で行動しており、その出会いの過程も含まれる。
ゲームシステム上はロード時間が長かったり、敵キャラのエンカウント率が高いという欠点があった。
作品のヒロインが初めて登場する際には「おやくそく」としてシャワーシーンなどで全裸で出てくるシーンがある。初期作品では手や湯気で体を隠していたが、シリーズが進むにつれて次第にエスカレートしていった（『3』ではセーブデータのファイル名を特定のワードにすることで、各ヒロインのヌードCGが表示される裏ワザも存在した）。これについては越智も「徹夜続きで歯止めが利かなかった」と漫画版の単行本上で書いている。『4激闘編』の裏ワザでは野球拳のミニゲームをプレイできるが、誰に勝利してもバンのヌードグラフィックしか見ることができないジョークめいた代物である。全員に勝利すると野球拳の完全版ソフトを抽選でプレゼントする、という募集告知があったが、これもジョークであり、プレゼント企画自体が架空のもので非売品の完全版は存在しない。なお、当時は家庭用ゲームに年齢制限やCEROレーティングは無く、プラットフォームであるPCエンジンはセクシャルな表現に比較的寛容だった。しかしこれらのシーンは表現規制が厳しくなった後年に発売された復刻版でも修正されることなく収録されており、野球拳に至ってはサヤやリムも登場する完全版として実装されている。

## シリーズ作品
物語上の時間軸は『3』→『冒険少年ユウ』→『2』→『4』の順番となる。

### コズミック・ファンタジー 冒険少年ユウ
『コズミック・ファンタジー 冒険少年ユウ（コズミック・ファンタジー ぼうけんしょうねんユウ）』は1990年3月30日 に発売されたPCエンジン用ソフト。主人公はユウとサヤ。PCエンジンCD-ROM2システム黎明期に出来たRPG。このゲームのオープニングは西村知美が歌う「光の海の中へ」が起用された。エンカウントの度にCD-ROMへのアクセスが発生し戦闘開始まで読み込み時間が時々極端に長くなり、長い時は数十秒かかる場合もある。ただ、キャラクター音声の導入や時々挿入される動画などで作品への感情移入を高めるなど、CD-ROMを媒体としたRPGの方向性を模索した作品でもある。2018年7月24日よりプロジェクトEGGにて配信開始。
なお、以降本作品を『1』と表記する。

### コズミック・ファンタジー2 冒険少年バン
『コズミック・ファンタジー2 冒険少年バン（コズミック・ファンタジーツー ぼうけんしょうねんバン）』1991年4月5日 に発売されたPCエンジン用ソフト。。主人公はバンとリムに変わる。この作品以降、前作『1』のユウ・サヤ・もんもも登場し、メインの4人が初めて出揃う作品。『1』の時に露呈したCD-ROMへのアクセススピードも開発のノウハウが蓄積されてきたこともありかなり改善された。しかし、敵はボスを含めて物理攻撃しかないため戦闘は単純であり、敵は魔法を使用しないが魔法攻撃対策のアイテムがゲーム中のアイテムショップに存在するなど、戦闘における問題が残った。2018年8月28日よりプロジェクトEGGにて配信開始。
前述のようにPCエンジン版で唯一、英語版もある。ゲームの中身は同じだが、外箱パッケージが劇画調に描き直されており、ビジュアルシーンが英語に吹き替えられている。日本製のPCエンジンでプレイできる。

### コズミック・ファンタジービジュアル集
1992年2月12日に発売された。『1』・『2』のビジュアルシーンを集めたもの。PCエンジンCD-ROM²版のみ。『2』においてリムのシャワーシーンで規制が緩くなり、湯気がなくなり鮮明になっている。

### コズミック・ファンタジー Stories
『コズミック・ファンタジー Stories（コズミック・ファンタジー ストーリーズ）』は1992年3月27日に発売されたメガCD用ソフト。既発売の『1』・『2』を一つにまとめたもの。
シリーズ唯一のメガCD用ソフト、そしてブランドが「レーザーソフト」ではなく「RIOT」なのもシリーズ唯一である。独自のオープニングが作られた他、システムに改良も試みられたもののCD-ROMのゲーム2作を1枚のディスクに収めた弊害でビジュアルシーンの大幅削除、また元々良くなかったゲームバランスがPCエンジン版からさらに悪化するなど作品としての完成度の低さもあって名誉挽回には至らず、専門誌のユーザー評価最下位争いの常連の一本となった。

### コズミック・ファンタジー3 冒険少年レイ
『コズミック・ファンタジー3 冒険少年レイ（コズミック・ファンタジースリー ぼうけんしょうねんレイ）』は1992年9月25日に発売されたPCエンジン用ソフト。『1』より前の話。主人公はレイとマイ。プラットフォームがこの作品からSUPER CD-ROM2となった。
シリーズの正式な主題歌「コズミック・ファンタジー」（歌：高山みなみ）と、エンディング曲として1のBGMに越智が歌詞をつけた「ニャンの歌」（歌：深雪さなえ）が初めて使用された作品。『2』以前の主人公達も出てきており、その中でユウがタイムマシンを使って過去（レイ・マイの時代）に旅立つ。電車の中吊り広告ポスターも制作された。初回出荷版にはセーブしたデータをロードした際に画面が表示されず真っ黒の画面になるバグがある。カーソルを動かすと音が鳴りゲーム自体は動いているので、コマンドの位置を覚えておき再度ロードするか別データからロードし直すと画面が表示される。

### コズミック・ファンタジー4 銀河少年伝説
『コズミック・ファンタジー4 銀河少年伝説（コズミック・ファンタジーフォー ぎんがしょうねんでんせつ）』は二部作で発売されたPCエンジン用ソフト。1994年6月10日に『突入編 伝説へのプレリュード（とつにゅうへん でんせつへのプレリュード）』が、11月25日に『激闘編 光の宇宙の中で…（げきとうへん ひかりのうみのなかで）』が発売された。SUPER CD-ROM²用。現時点でのシリーズ最後の作品。突入編はユウ・サヤ・もんもの「アルジャーノンチーム」、激闘編はバン・リム・ピックの「リトルフォックスチーム」が主役。
本作で第一部完結とされている。ただし第二部以降は発売されていない。

### コズミック・ファンタジーCOLLECTION
『コズミック・ファンタジーCOLLECTION（コズミック・ファンタジー コレクション）』は2022年12月15日にエディアより発売されたNintendo Switch用ソフト。『1』と『2』を移植している。
発売元のエディアは2020年に日本テレネット製ゲームソフトの知的財産権を取得しており、2021年、日本テレネットの『夢幻戦士ヴァリス』シリーズを復刻した『夢幻戦士ヴァリスCOLLECTION』と『夢幻戦士ヴァリスCOLLECTION II』をリリースして大きな反響があったことから、それに続く形で本作の開発が決定した。2022年6月24日から7月30日までの期間にはMakuakeでクラウドファンディングが実施され、300万円の目標額に対して1632万6850円の資金が集まった。
2023年3月23日には、各作品のダウンロード版が個別に発売された。

### コズミック・ファンタジーCOLLECTION2
『コズミック・ファンタジーCOLLECTION2（コズミック・ファンタジー コレクションツー）』は2023年12月14日にエディアより発売されたNintendo Switch用ソフト。『3』『4突入編』『4激闘編』を移植している。
前作と同様に2023年8月24日からMakuakeでクラウドファンディングが実施された。目標金額は前回と同様に300万円と設定したところ、初日で目標金額に達している。
2024年6月20日には、各作品のダウンロード版が個別に発売された。

### コズミック・ファンタジーMemorial Collection
『コズミック・ファンタジーMemorial Collection （コズミック・ファンタジー メモリアルコレクション）』は2025年2月19日にエディアより発売されたNintendo Switch用ソフト。『COLLECTION』『COLLECTION2』をセットにし、シリーズ5作を1本にまとめている。
発売日はユウの誕生日に合わせている。アニバーサリーとして限定版も発売され、パッケージデザインには越智一裕が描き下ろし、新規描き下ろしのアクリルボード、社員章を模したピンズ、当時の会員証を復刻した特典も同梱された。

## キャラクター

### メインキャラクター
ユウ
声 - 高山みなみ
宇宙を守る腕利きのコズミック・ハンター。ピンチになると強力なサイキックを使用し数々の事件を解決してきた。ネズミをモチーフにした宇宙船「アルジャーノン」と、バイク型ロボットの「もんも」と常に一緒に行動し、クマの顔が描かれたヘルメット「ももんがヘルメット」をいつも被る。
後に日本テレネットの作品『なりトレ〜ザ・スゴロク'92〜』にも双六のコマとして出演する。
サヤ
声 - 高田由美
『冒険少年ユウ』のヒロインで、妖姫モルガンを倒した勇者ティタニスの末裔で銀河魔法を使用する。惑星ノーグ出身で『1』のユウと合流後共に銀河へ旅立ち、コズミック・ハンターとなる。ユウより2歳年上。
ユウと知り合った際、このシリーズの方向性を位置づけた「おやくそく」として登場させられた最初のヒロイン。漫画版第1話で越智からニャンを経由して新しいコスチュームを貰った。その理由は肩当てなどのデザインが複雑で描きづらかったためである。それはゲーム上では、漫画版以降に発売された『4』から反映されている。普段の髪型は紫毛のツインテールで、稀におろしている姿が見られることがある。
また、後にビクター音楽産業が出したCD-ROM²マガジン『ウルトラボックス』第3号の「プリンセス・オブ・PCエンジン」で紹介され、『なりトレ〜ザ・スゴロク'92〜』にも双六のコマとして出演する。「プリンセス・オブ・PCエンジン」では実の兄は「『1』で登場した敵キャラ」の「風のシルフ」と紹介されている。
バン
声 - 関俊彦
『2』の主人公。イデア星出身。とにかく活発で脳より筋肉が先に動くタイプ。故郷の村では畑仕事を手伝わず、いつも狩りに出かけるところを幼馴染のラーラに怒られるのが日課だった。攫われたラーラを助ける旅の途中で銀河魔法の使い手となる。その旅の後は、リムの手ほどきを受けてコズミック・ハンターになろうと決意するが、主に座学の点数が原因で何回も試験に落ちることになる。『4』でリムと共にコスチュームが若干変更になる。
後に『なりトレ〜ザ・スゴロク'92〜』にも双六のコマとして出演する。
リム
声 - 鶴ひろみ
『2』のヒロイン。ユウにあこがれてコズミックハンターになったばかりの少女。サイキックの使い手で、キツネをモチーフにした最新型の高性能宇宙船「リトルフォックス」に乗って行動する。ガサツな性格で、中指を立てる仕草も平気でやる。銀河系の大手貿易会社ノーランディア貿易の社長令嬢であることが後に漫画版で判明。父親の名前は「ジェフ・ノーランディア」。
後にバンを好きになるが、バンがなかなかラーラのことを忘れられないことに嫉妬するようになる。初登場時よりつけているサスペンダーは越智が彼女の胸を強調させるためにつけたもの。『4』から変更されている。
後に『なりトレ〜ザ・スゴロク'92〜』にも双六のコマとして出演する。
レイ
声 - 辻谷耕史
『3』の主人公で初登場時は17歳の少年。他人を治す不思議な力を持っている。後にマイ・ダイゴ・ニャンと知り合いダイゴのCSCの立ち上げに尽力することになる。『3』のゲーム中では息子のユウも含めて色々なキャラクターに振り回される。
後にユウの父親となるが、ユウがコズミック・ハンターとして活躍する頃にはマイと共に消息不明になる。この消息不明になった理由は明らかにされていない。
マイ
声 - 冬馬由美
『3』のヒロインでダイゴの妹。ダイゴの考えに同意して銀河を旅をする中で、レイと知り合う。
『3』の後レイと結ばれてユウを産む。レイと結ばれる前に『3』で一度息子のユウに会っているが、お互い直感で理解している。現在はレイと共に消息不明である。
ダイゴ（トキダ長官）
声 - ダイゴ：鈴置洋孝 / トキダ長官：玄田哲章
元連邦軍のエースパイロット。『3』の後、レイ・マイ・ニャンの手助けを得て宇宙平和を守る民間組織「CSC」（コズミック・セキュリティ・カンパニー）を立ち上げる。血縁関係で言えばユウのおじにあたる。普段はユウたちの上司として「トキダ長官」と呼ばれる。
ニャン
声 - 中野聖子 / 『3』以降 - 深雪さなえ
ユウ・サヤ・もんもと並んでシリーズ全作品に出ている自称銀河一の星間商人。シャム星出身。普段はズルをしてでも金儲けに走るが、主人公がピンチに陥るといつもどこからともなく現れてアイテムを「売りつける」（「あげる」ではない）。『3』以降はダイゴのCSC創設に手を貸した。シャム星の者は2年で1つ歳をとるため、年齢の進みは遅い。笑い声が「ひゃひゃひゃ」で、語尾には息子のピックと共に「でし」が付く。
ピック
声 - 中野聖子 / 『3』以降 - 深雪さなえ
『2』から登場するニャンの息子の一人。天才的な頭脳を持ち、いろいろなメカを発明する。父親であるニャンは『3』で登場するプリシラと13匹の子供を作るが、作品中出てくる息子は長男のピックのみである。後にバン・リムと共にリトルフォックスに乗って行動し、強力なネコ型兵器「キルケニー」を発明する。
もんも
声 - 高田由美
ユウと共に行動するモモンガ型の生体メカで、バイクになったり空を飛んだりする。元々ユウの両親であるレイとマイからプレゼントされたもの。見かけが「タヌキ」とニャンによく言われるため、ニャンとはケンカが絶えない（なお、ユウもプレゼントされた時に同様の発言している）。『1』で街の間を移動するときにもんもに乗って移動することができるが、エンジン音は「口」で言っている。
語尾は「だっち」。

### 主なサブキャラクター
マザー
声 - 松岡洋子
ユウの愛機「アルジャーノン」のメインコンピュータの愛称。モニタには女性の姿で出てくる。
ダンディ
声 - 鈴置洋孝
リムの愛機「リトルフォックス」のメインコンピュータの愛称。マザーとは逆に男性の姿でモニタに出てくるが、リムに良いように振り回される。通常時は名前の通り紳士的で穏やかだが、戦闘モード時には勇ましい性格と口調になる。
ガラム
声 - 鈴置洋孝
ラーラの力を手に入れて、イデア全土を支配しようとを企む暗黒の魔道士。
ダーバ
声 - 飯塚昭三（説明書には飯塚昭二と書かれている）

ラーラ
声 - 皆口裕子
『2』で登場。バンの幼馴染であり、彼に恋心を抱いていたが、王族の末裔であり「彼女と結ばれると大いなる力が手に入る」という理由から惑星イデアの征服を企むガラムによって攫われ、不本意ながらガラムの妻にされる。20年後の未来に飛ばされても諦めなかったバンの想いも空しく、バンが助けに来る数年前に病死する。
アニー
声 - 高田由美
『2』と『4激闘編』に登場する魔導士。バンと出会った時は7歳の子供だったが、彼が20年後に飛ばされた後には大人の女性として成長した姿で再会することとなる。『4』でバンを庇うためにガラムとラーラの息子ガッシュの攻撃を受けて死亡する。

## 評価
『3』はファミコン通信クロスレビューでは6、5、4、4の23点。レビュアーはシリーズファンは各所で表示されるアニメデモを見るための段取りとして単調なよくあるRPGプレイを進めていくだろうとしつつ長い時間かかる戦闘はもう少し芸が欲しかった、狭いフィールドを有効活用するのはいいがそれゆえ半ば強引な迷路が形成されている気がする、ギャグなのかシリアスなのかノリがよくわからない、敵のエンカウント率の高さに閉口してしまい攻撃はミスすることが多い戦闘は苦痛でイライラさせるだけ、マップは広く複雑、操作面は早歩きと会話ボタンは別にしてほしかった、ちょこまかと主人公がチンケな敵と戦っている安っぽい印象でスピーディーな操作だが今一つノレないとした。

## メディアミックス
漫画：『コズミック・ファンタジー』
PC Engine FAN誌に1992年 - 1993年3月号にかけて連載された。単行本は全2巻。作画：越智一裕。
徳間インターメディアコミックス 発行：徳間書店インターメディア 発売：徳間書店
1. 1993年5月20日初版 ISBN 4-19-793051-8
2. 1993年7月20日初版 ISBN 4-19-793071-2

小説：『コズミック・ファンタジー 冒険少年ユウ』
著：越智一裕・神戸一彦。ケイブンシャノベルス 出版：勁文社。1992年7月30日 ISBN 4-7669-1612-3。

OVA：「コズミック・ファンタジー〜銀河女豹の罠〜」
1994年8月25日にセルビデオ版とレーザーディスク版で発売された。ユウ・サヤをメインとしたオリジナルストーリー。45分・カラー・ステレオHiFi 全1巻。
販売：徳間ジャパンコミュニケーションズ 発売：徳間書店
セルビデオ（VHS）版 TKVO-60790
レーザーディスク版 TKLO-50142